# Sunday Rock
Pour les articles homonymes, voir Sunday.
Le Sunday Rock est un bloc erratique situé dans l'État de New York, aux États-Unis.

## Description
Le rocher se situe dans le hameau de South Colton (en), au bord de la route NY 56 (en), dans le comté de Saint Lawrence. De forme oblongue, il mesure de 3,35 mètres (11 feet) de hauteur et pèse 29 tonnes (64 000 pounds).
Menacé de démolition lors de la construction d'une autoroute, il a été déplacé en 1925 et a déménagé à nouveau en 1965 lorsque la route a été élargie.
En 2010, le bloc erratique est inscrit sur le Registre national des lieux historiques.